# Feilitzsch (gmina)
Feilitzsch – gmina w Niemczech, w kraju związkowym Bawaria, w rejencji Górna Frankonia, w regionie Oberfranken-Ost, w powiecie Hof, siedziba wspólnoty administracyjnej Feilitzsch. Leży w górach Vogtland. Graniczy z Turyngią i Saksonią.

## Podział administracyjny
Części gminy:
| - Feilitzsch - Forst/Ziegelbach - Münchenreuth - Rankshaus | - Schafhübel - Schollenreuth - Unterhartmannsreuth - Zedtwitz |

## Demografia
| Rok  | Liczba mieszk. |
| ---- | -------------- |
| 1970 | 2328           |
| 1987 | 2307           |
| 2000 | 2807           |
| 2005 | 2894           |
| 2006 | 2872           |

## Transport
Od północy gminę otacza autostrada A72, od południa droga B173, od zachodu droga B2, a od wschodu autostrada A93. Przez gminę przebiega linia kolejowa Norymberga – Drezno.

## Oświata
(na 1999)

W gminie znajduje się szkoła podstawowa (28 nauczycieli, 524 uczniów).

## Współpraca
Miejscowość partnerska:
- Rudniki, Polska